# Басонов, Орест Антипович
Оре́ст Анти́пович Басо́нов (р. 25 января 1964) — российский учёный, доктор сельскохозяйственных наук, профессор, декан зооинженерного факультета ФГБОУ ВО  Нижегородская ГСХА  с 2012 по 2021 годы , заведующий кафедрой «Частная зоотехния и разведение сельскохозяйственных животных» с 2014 по 2016 гг и  с 2021  по настоящее время, проректор по научной и инновационной работе c  2021 по 2025 годы, с 15 января 2025 года  назначен о. и. ректора ФГБОУ ВО "Нижегородский государственный агротехнологический университет им Л.Я. Флорентьева".  
Основатель научной школы «Совершенствование племенных, продуктивных и адаптационных качеств сельскохозяйственных животных и рыб». Под его научным руководством защищены 10 кандидатских диссертаций. Член двух специализированных советов по защите докторских диссертаций (Объединённый диссертационный совет Д 999.092.03 — зам. председателя, и Д 220.070.02 при ФГОУ ВПО Чувашская государственная сельскохозяйственная академия).
Автор более 200 научных публикаций и 10 монографий на тему разведение, селекция и генетика сельскохозяйственных животных.

## Биография
Родился 25 января 1964 года. По национальности грек.
В 1986 году окончил Горьковский сельскохозяйственный институт (ныне Нижегородский государственный агротехнологический университет) по специальности «Зоотехния». В 1993 году защитил кандидатскую диссертацию «Продуктивные и некоторые биологические особенности потомства от реципрокного скрещивания овец горьковской и латвийской темноголовой пород» в Московской сельскохозяйственной академии имени К. А. Тимирязева. В 2005 году защитил докторскую диссертацию на тему «Теоретические и практические аспекты использования импортного черно-пестрого скота в Приволжском регионе» в диссертационном совете при Ульяновской ГСХА.

## Награды и звания
- Почётные грамоты и дипломы администраций Лысковского и Сергачского районов Нижегородской области и Министерства и ведомства администрации Нижегородской области (1998 по 2004)
- Почётная грамота Министерства сельского хозяйства РФ (2005),
- За эффективную производственную деятельность распоряжением Губернатора Нижегородской области № 2198 - р от 20 октября 2010 года в группе номинаций «Эффективность сельскохозяйственного производства» был признан победителем и награжден дипломом Министерства сельского хозяйства и продовольственных ресурсов Нижегородской области с вручением гранта — автомобиля ГАЗ 3307-17.
- Благодарственное письмо Законодательного Собрания Нижегородской области (2014)
- Почётный Работник Высшего Профессионального Образования РФ, ведомственная награда Минобрнауки России (2015)
- Золотая медаль «За достижение в области инновации АПК» МСХ РФ, Агро Русь, г. Санкт-Петербург (2019)
- Золотая медаль «За разработку технологии производства качественной говядины»,  МСХ РФ, Золотая осень, г. Москва,  (2022)
- Серебряная медаль «За разработку установки для термообработки вторичного биологического сырья агропредприятий»,   МСХ РФ, Золотая осень, г. Москва,  (2022)
- Серебряная медаль «За издание монографии „Продуктивное долголетие коров разных пород в условиях промышленной технологии“», МСХ РФ, Золотая осень, г. Москва,  (2022)
- Свидетельство о государственной регистрации базы данных «Параметры развития осетровых видов рыб (русский осётр и сибирский) и их гибридов (гибрид русского осетра с сибирским видом и гибрид сибирского осетра с русским видом) в условиях устройств замкнутого водоснабжения». Номер свидетельства: RU 2023621276. Дата регистрации: 20.03.2023.
- Золотая медаль XXV Всероссийской агропромышленной выставки «Золотая осень 2023» за разработку технологии производства качественной осетрины посредством реципрокного скрещивания русского осетра с сибирским видом в условиях УЗВ.

За заслуги в зоотехнической науке и практике включён в книгу «Заслуженные представители зоотехнической науки и практики земли Нижегородской».